# Augusta costruzioni elettroniche
Augusta applicazioni elettroniche è stata una azienda italiana produttrice di apparecchi radio, apparecchi alta fedeltà in stereofonia  e apparecchi cercametalli. Fondata nel 1950 dai cugini Alessandro Torelli e Renato Torelli a Rovereto prima in via Scalo Riva 8 (oggi via Craffonara), poi in via Brennero (oggi via Parteli) e infine in uno stabilimento a Calliano in via Cesare Battisti 1; terminò la sua attività nel luglio 1980.

## Storia

### Le origini
L'ingegner Alessandro Torelli (1912) appassionato di elettronica lavorò a Milano come progettista alla Allocchio Bacchini e poi alla LESA Costruzioni Elettromeccaniche. Nel marzo 1950 si mise in società con il cugino Renato Torelli (1921 - 1998) perito elettrotecnico grande appassionato di apparecchi radio e pioniere del radiantismo italiano. Appassionato di elettronica fin da studente quando frequentava uno dei primi corsi di specializzazione per Periti in Radiotecnica presso il  Regio Istituto nazionale Industriale “Alessandro Rossi”’ (archiviato dall'url originale il 12 aprile 2020) di Vicenza, fu uno dei primi soci A.R.I. Associazione radioamatori Italiani  d’Italia con sigla I1RV e le sue prime radiocomunicazioni in fonia da radioamatore risalgono agli anni ‘30 con un ricetrasmettitore interamente auto-costruito e collezionando centinaia di cartoline QSL

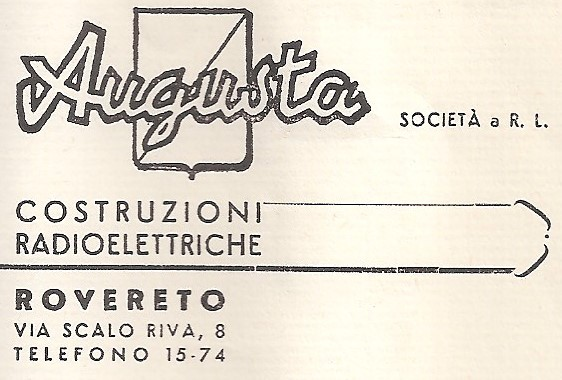
Logo della società Augusta Costruzioni Radioelettriche nel 1950

Fondarono la società "Augusta costruzioni radioelettriche s.r.l." per la produzione di radioricevitori: una decina di modelli, con mobile in legno e ricevitore di onde medie e onde corte, talune versioni anche con fonografo integrato per ascolto di dischi in vinile. I mobili erano in legno pregiato, presentavano impiallacciature in radica e finiture a gommalacca. Il nome "Augusta" nella ragione sociale era un omaggio alla madre di Alessandro. Nel primo dopoguerra il mercato aveva grandi potenzialità e vedeva nell'apparecchio radio sia un importante strumento di informazioni ma anche una nuova fonte di intrattenimento  e così l'azienda crebbe e nel 1956 lasciò la piccola sede originaria per spostarsi in uno stabile appositamente costruito nell'attuale via Parteli sempre a Rovereto dove un capannone ospitava la linea di produzione, i magazzini e sul lato strada gli uffici con al piano superiore l'abitazione di Renato.

### Gli anni sessanta
A partite dagli anni sessanta nei radioricevitori ci fu una evoluzione tecnica ed estetica: si cominciò a introdurre la modulazione di frequenza (FM), si abbandonarono le linee tondeggianti per passare ad altri materiali, legno truciolare ed elementi in metallo per avere un design moderno più in linea con i tempi. Nacque la serie di radioricevitori "Silverline" nelle versioni soprammobile, consolle o radiofonografo, che riscosse un certo successo per le nuove linee squadrate.
In questo periodo nell'azienda le maestranze passarono da una quindicina di dipendenti fino a circa settanta persone tra tecnici e operai, la produzione passò da alcune unità al giorno a oltre cento unità e si differenziò sviluppando e producendo oltre ai radioricevitori anche cercametalli portatili che trovavano nel mercato locale un certo interesse: infatti nelle zone del Trentino e del Veneto teatro della guerra era facile trovare ancora residui bellici, in ferro o rame, taluni con un certo valore.

### Gli anni settanta
Negli anni settanta ci fu in Italia l'esplosione del mercato dell'alta fedeltà e l'azienda si concentrò soprattutto su questa nuova tendenza sviluppando e producendo apparecchi composti da giradischi, amplificatore stereo integrato e talvolta anche sintonizzatore con riproduttore a cassette incorporati in un unico apparecchio. Vennero sviluppati e prodotti diffusori acustici dal nuovo design.
L'azienda cambiò logo e ragione sociale diventando "Augusta applicazioni elettroniche s.p.a.", la rete commerciale non si limitò più al Trentino-Alto Adige ma ebbe un deciso sviluppo: oltre ai due negozi storici situati a Trento, in via Mantova, e a Rovereto, in piazza Nazario Sauro, operarono una ventina di agenti sparsi in tutta Italia.
Nel 1974 sorse l'esigenza di ampliare ulteriormente lo stabilimento e nel vicino paese di Calliano vennero costruiti tre ampi capannoni dove vennero trasferite tutte le attività. Per lo sviluppo di nuovi diffusori acustici fu costruita anche una grande camera anecoica, all'epoca la più grande di Italia, con un volume di 600 metri cubi: di quel periodo fu lo sviluppo e la produzione dei diffusori acustici "Audiobox Equiphase" (serie AB 225, 312, 314, 3078, 412 e 612 rispettivamente da 25, 35, 40, 45, 80 e 120 W) che eliminavano le  distorsioni di cross-over provocate dal funzionamento simultaneo di più altoparlanti alla stessa frequenza.
Per questo sviluppo l'azienda si avvalse anche della consulenza musicale del maestro Luigi Toffolo, compositore e direttore dell’Orchestra della Fondazione Teatro Lirico Giuseppe Verdi di Trieste e direttore artistico dello stesso teatro. Da quel momento i nuovi diffusori acustici vennero contraddistinte dal marchio "ASR Acoustic System Research".
Sul finire degli anni settanta vennero prodotte infine i diffusori acustici ASR serie XM, nelle versioni a tre a quattro vie, con un design molto innovativo, linearità nella risposta in frequenza, bassa distorsione, ampia diffusione e alta dinamica.

### La fine delle attività
Alla fine degli anni settanta si registrarono segnali di crisi nel settore, causata da un lato da una sempre maggiore concorrenza dell'industria elettronica giapponese e  americana nel mercato dell'alta fedeltà e dall'altro da un nascente interesse per la televisione e, non ultimo, dagli inasprimenti fiscali, poiché in Italia nel 1974 l'aliquota massima dell'IVA fu estesa all'elettronica di consumo. L'azienda, come in quel periodo molte altre aziende italiane nel settore dell'elettronica civile, dovette cessare l'attività e fu posta in liquidazione: alcuni dipendenti rilevarono il marchio e costituirono una società con nuova denominazione sociale che si occupò prevalentemente di apparecchi elettronici per la ricerca di metalli e delle fughe d'acqua.

## Galleria d'immagini

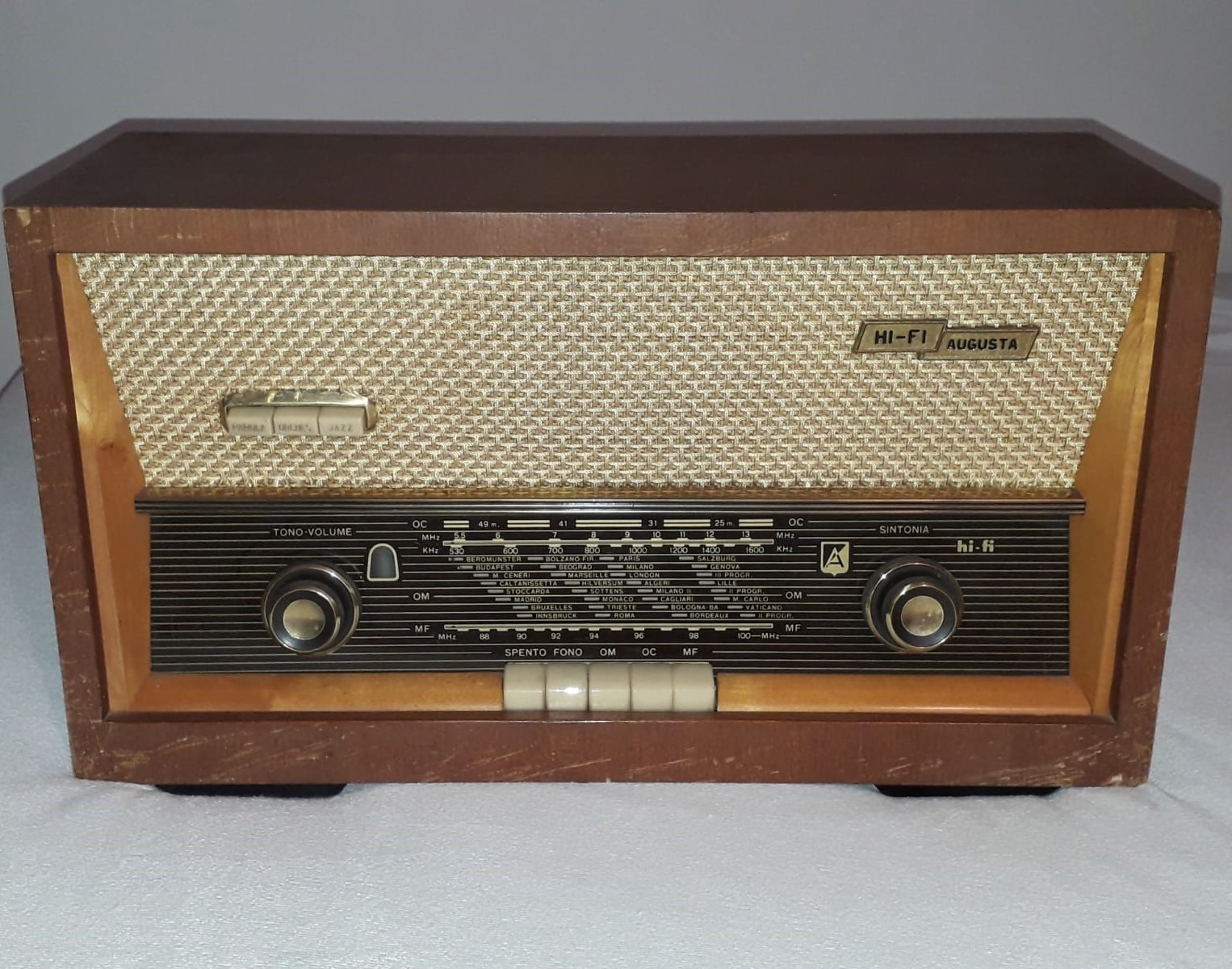
Radioricevitore Augusta mod. AR 7260 serie HI-FI del 1961
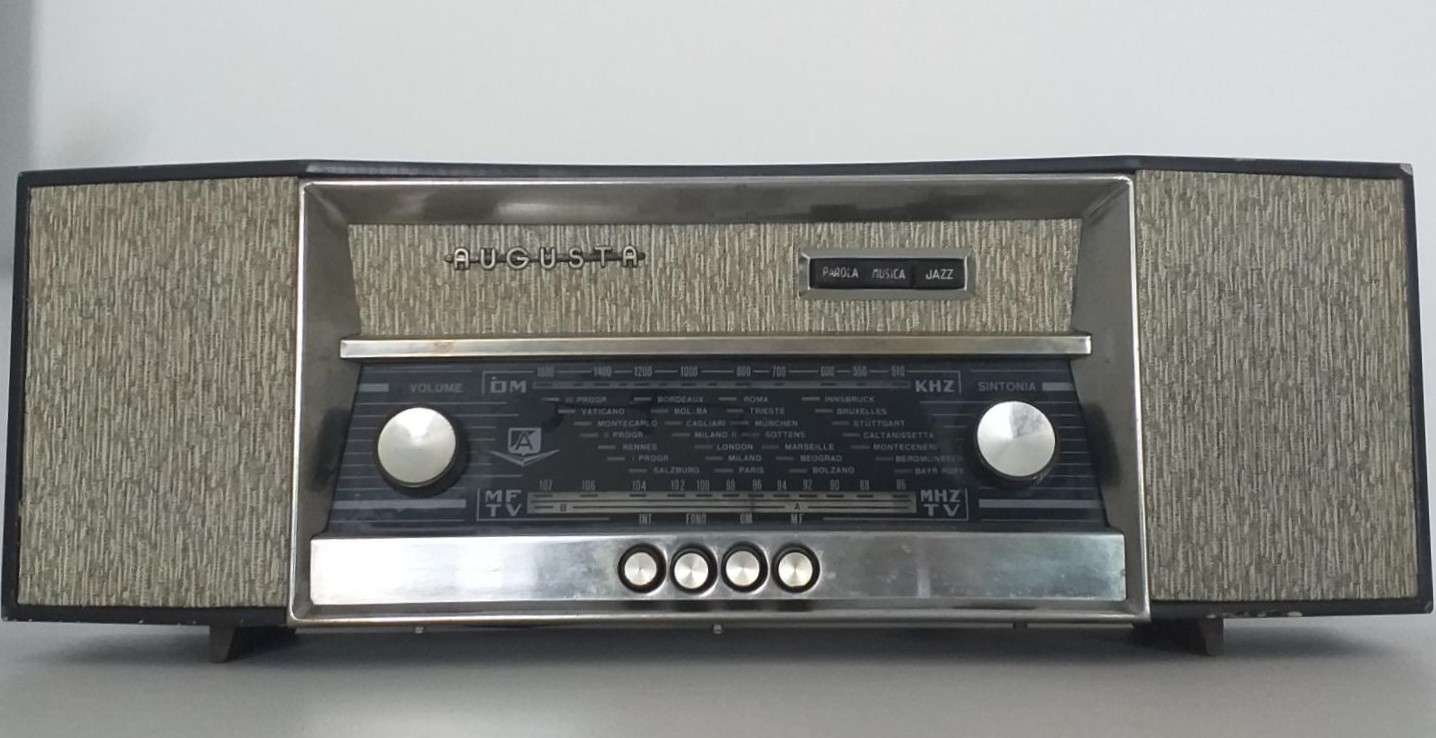
Apparecchio radio Augusta mod. Silverline AR 641 MF del 1962
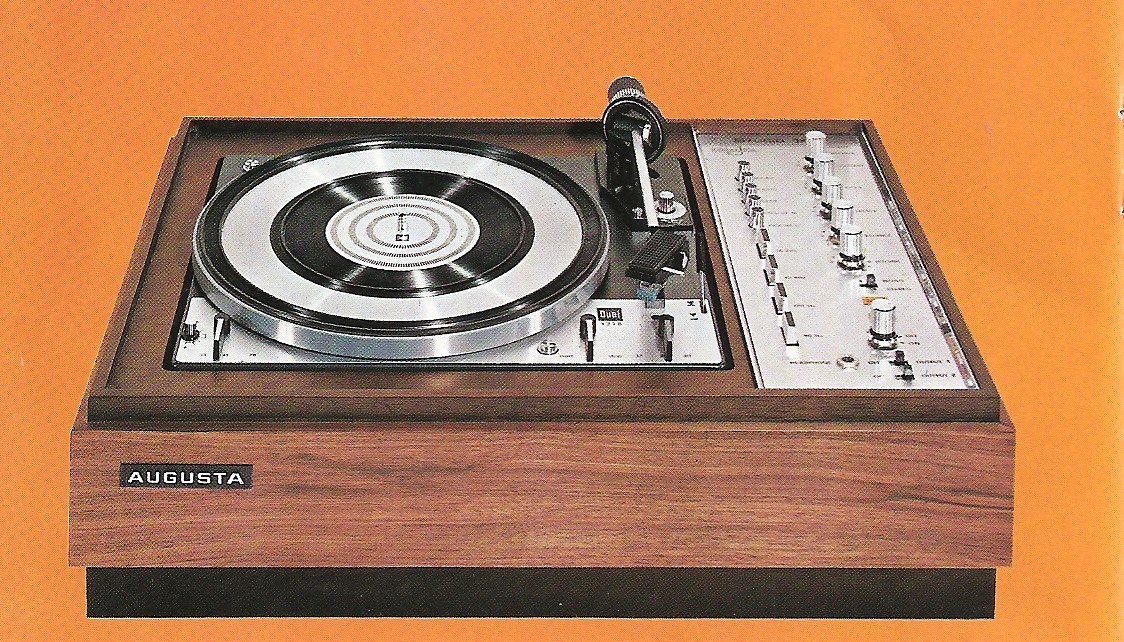
Complesso stereofonico alta fedeltà prodotto da Augusta applicazioni elettroniche nel 1973
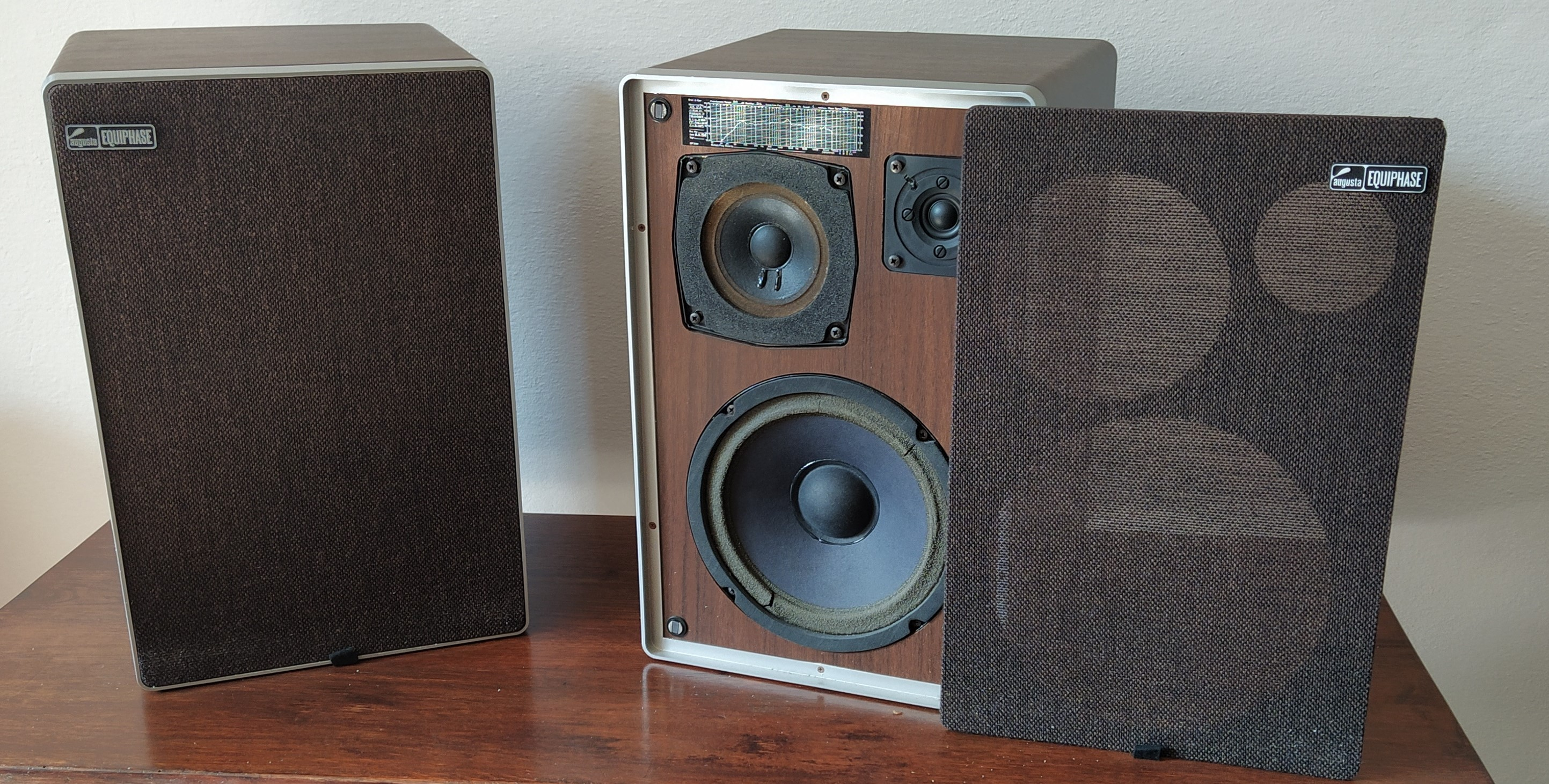
Diffusori acustici Audiobox Equiphase AB 314 prodotti da Augusta applicazioni elettroniche negli anni settanta
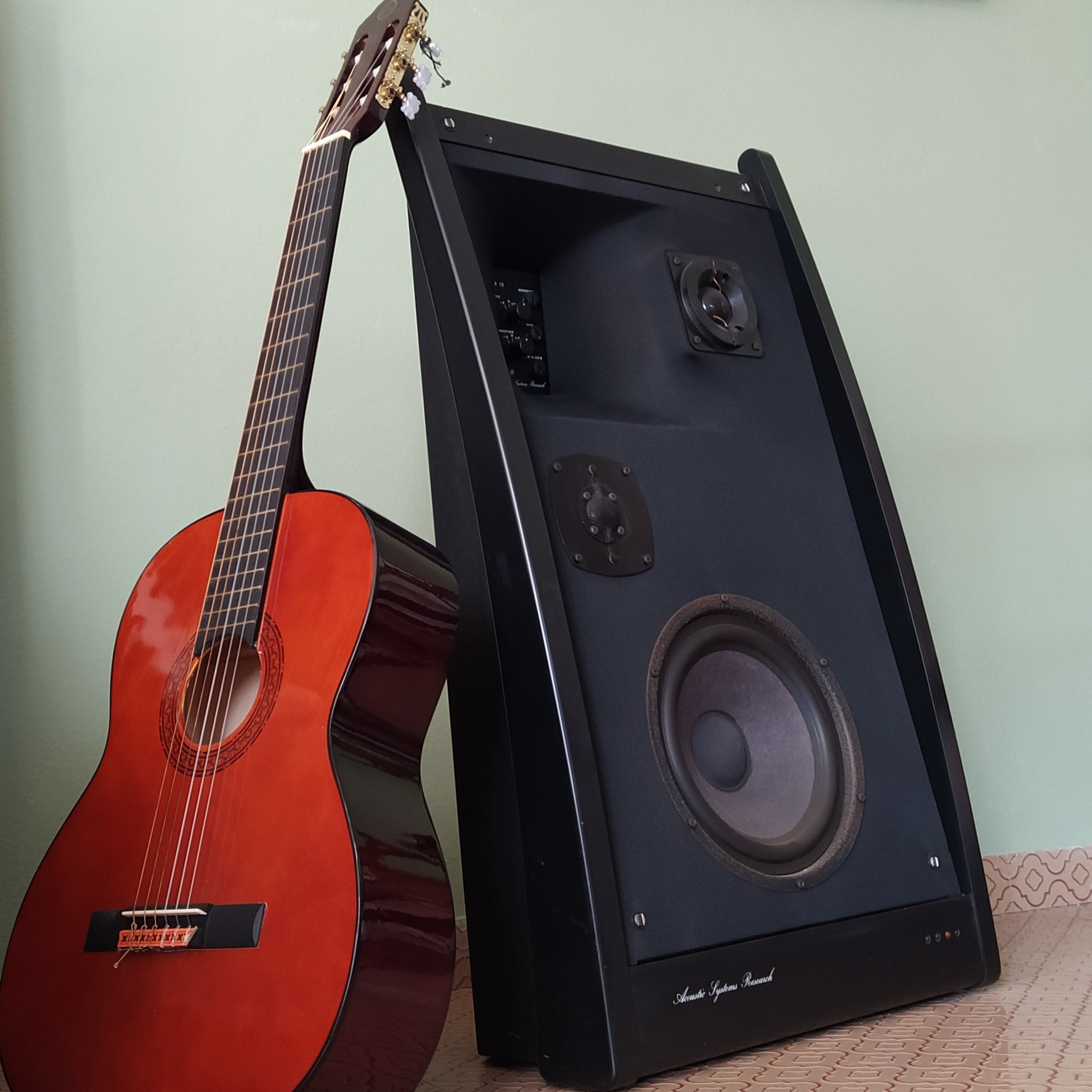
Cassa acustica ASR tipo XM13 prodotta da Augusta applicazioni elettroniche sul finire degli anni settanta